# 1702 en musique classique
| \| • Retour à la chronologie générale de la musique classique • \| |
| Grèce • Rome • Haut Moyen Âge • VIIIe siècle • IXe siècle • Xe siècle • XIe siècle XIIe siècle • XIIIe siècle • XIVe siècle • XVe siècle • XVIe siècle • XVIIe siècle XVIIIe siècle • XIXe siècle • XXe siècle • XXIe siècle |
| • Retour à la chronologie générale de la musique classique • |

| Années en musique classique : 1699 - 1700 - 1701 - 1702 - 1703 - 1704 - 1705    |
| Décennies en musique classique : 1670 - 1680 - 1690 - 1700 - 1710 - 1720 - 1730 |

## Événements
- 23 juillet : Médus, roi des Mèdes, tragédie lyrique de François Bouvard, créée à Paris.
- sans date :
  - Tancrède, tragédie lyrique, d'André Campra.

## Œuvres
- Le Jugement de Salomon, oratorio de Marc-Antoine Charpentier.
- Missa assumpta est Maria, de Marc-Antoine Charpentier.
- Le Nymphe di Rheno, de Johannes Schenck.
- Parallèle des Italiens et des Français en ce qui regarde la musique et les opéras, de l'abbé Raguenet.
- Premier livre de pièces de clavecin, de Louis Marchand.

## Naissances

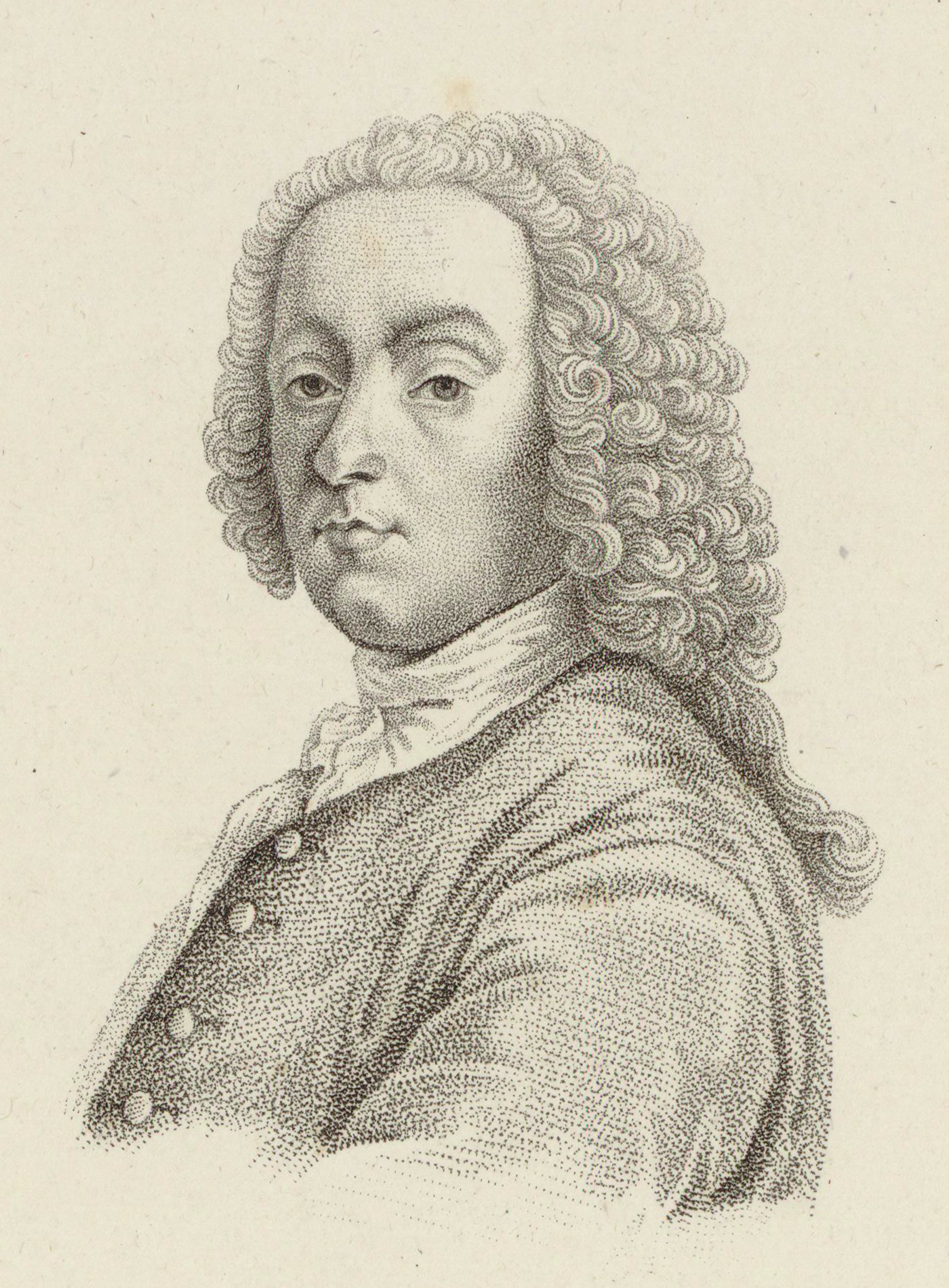
Jean-Pierre Guignon

- 6 janvier : José de Nebra, organiste et compositeur espagnol († 11 juillet 1768).
- 13 mars : Burkat Shudi, facteur de clavecins londonien, suisse d'origine († 19 août 1773).
- 10 février : Jean-Pierre Guignon, compositeur et violoniste franco-italien († 30 janvier 1774).
- 27 mars : Johann Ernst Eberlin, compositeur allemand († 19 juin 1762).
- 22 juillet : Alessandro Besozzi, hautboïste et compositeur italien († 26 juillet 1793).
- 6 septembre : Heinrich Nikolaus Gerber, compositeur allemand († 6 août 1775).

Date indéterminée :
- Francisco António de Almeida, compositeur et organiste portugais († 1755).

## Décès
- 9 janvier : Abraham van den Kerckhoven, organiste et compositeur des Pays-Bas espagnols (° 1618).
- 6 juillet : Nicolas Lebègue, compositeur, organiste et claveciniste français (° 1631).
- 16 juillet : Étienne Loulié, compositeur français (° 1654).

Après 1702 :
- Nicolas Derosiers, guitariste, compositeur et théoricien français (° ca 1645).